# Brycinus rhodopleura
Brycinus rhodopleura là một loài cá thuộc họ Alestiidae. Nó là loài đặc hữu của Tanzania. Các môi trường sống tự nhiên của chúng là sông và hồ nước ngọt.